# Drömfångare (film)
Drömfångare (engelska: Dreamcatcher) är en amerikansk-kanadensisk långfilm från 2003 i regi av Lawrence Kasdan, med Morgan Freeman, Thomas Jane, Jason Lee och Damian Lewis i rollerna. Filmen är baserad på boken med samma namn, skriven av Stephen King.

## Handling
Fyra manliga barndomskamrater träffas varje år i en jaktstuga. En dag tar de hand om en skadad jägare som har en utomjording som inneboende. Detta är starten för en massiv attack från utomjordingar och en militär specialavdelning.

## Om filmen
Filmen skiljer sig starkt från boken, bland annat för att det är ett annorlunda slut. 
Filmen är inspelad i Boston, Burnaby, Prince George, Richmond, Steveston och Vancouver. Den hade världspremiär i USA den 19 mars 2003 och svensk premiär den 16 april samma år, åldersgränsen är 15 år.

## Rollista
| Morgan Freeman    | – Col. Abraham Curtis |
| Thomas Jane       | – Henry               |
| Jason Lee         | – Beaver              |
| Damian Lewis      | – Jonesy              |
| Timothy Olyphant  | – Pete                |
| Tom Sizemore      | – Owen                |
| Donnie Wahlberg   | – Duddits             |
| Mikey Holekamp    | – Young Henry         |
| Reece Thompson    | – Young Beaver        |
| Giacomo Baessato  | – Young Jonesy        |
| Joel Palmer       | – Young Pete          |
| Andrew Robb       | – Young Duddits       |
| Eric Keenleyside  | – Rick McCarthy       |
| Rosemary Dunsmore | – Roberta Cavell      |
| Michael O'Neill   | – Gen. Matheson       |

## Musik i filmen
- Always in My Heart, skriven av Barbara L. Jordan och William Peterkin, framförd av Tony Carbone
- Blue Bayou, skriven av Joe Melson och Roy Orbison, framförd av Roy Orbison
- Scooby Doo, Where Are You, skriven av David Mook och Ben Raleigh
- Mighty Mouse Theme, skriven av Philip Scheib och Marshall Barer